# Salon des Jeux

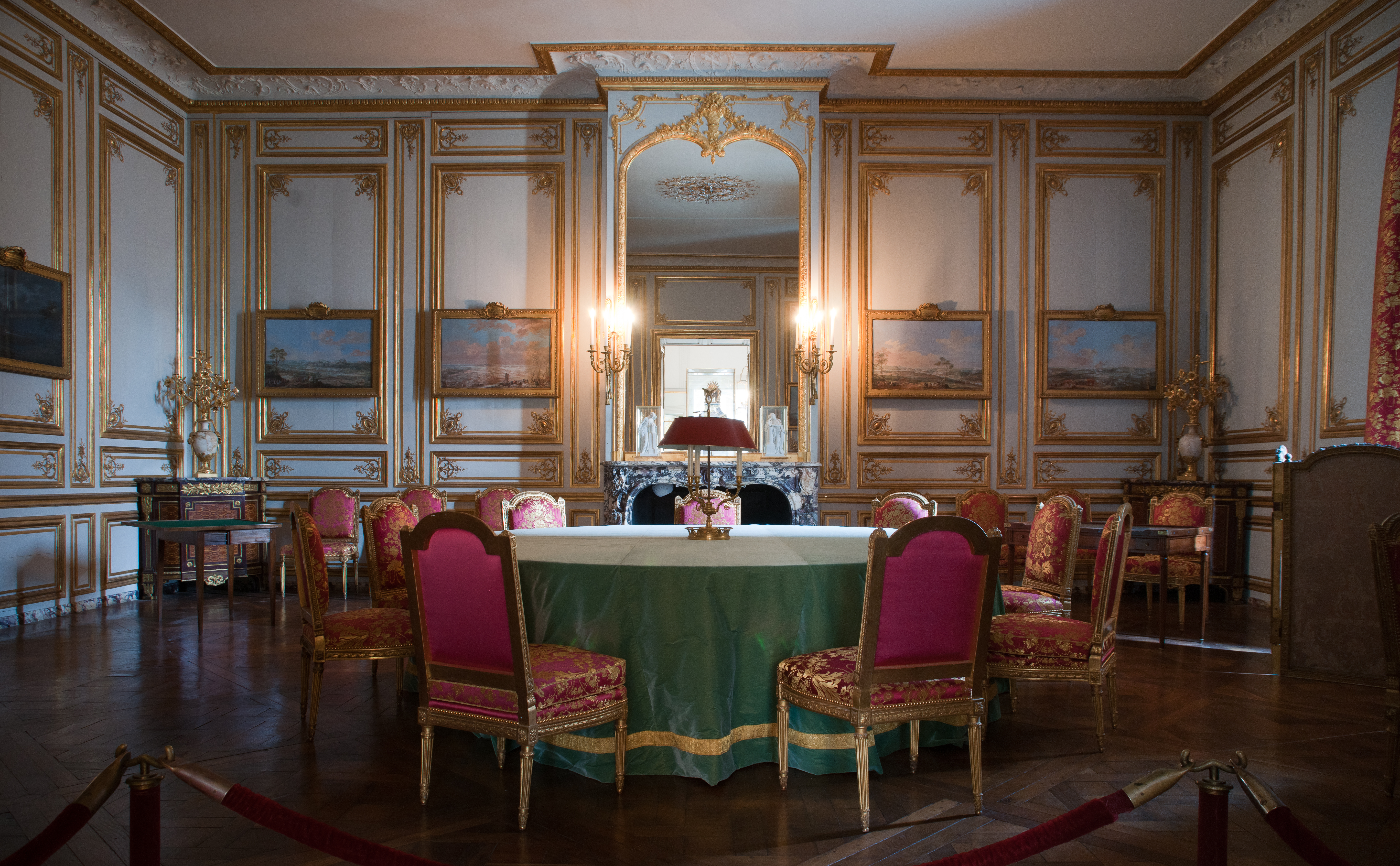

Le salon des Jeux de Louis XVI est une salle du château de Versailles, en France.

## Localisation

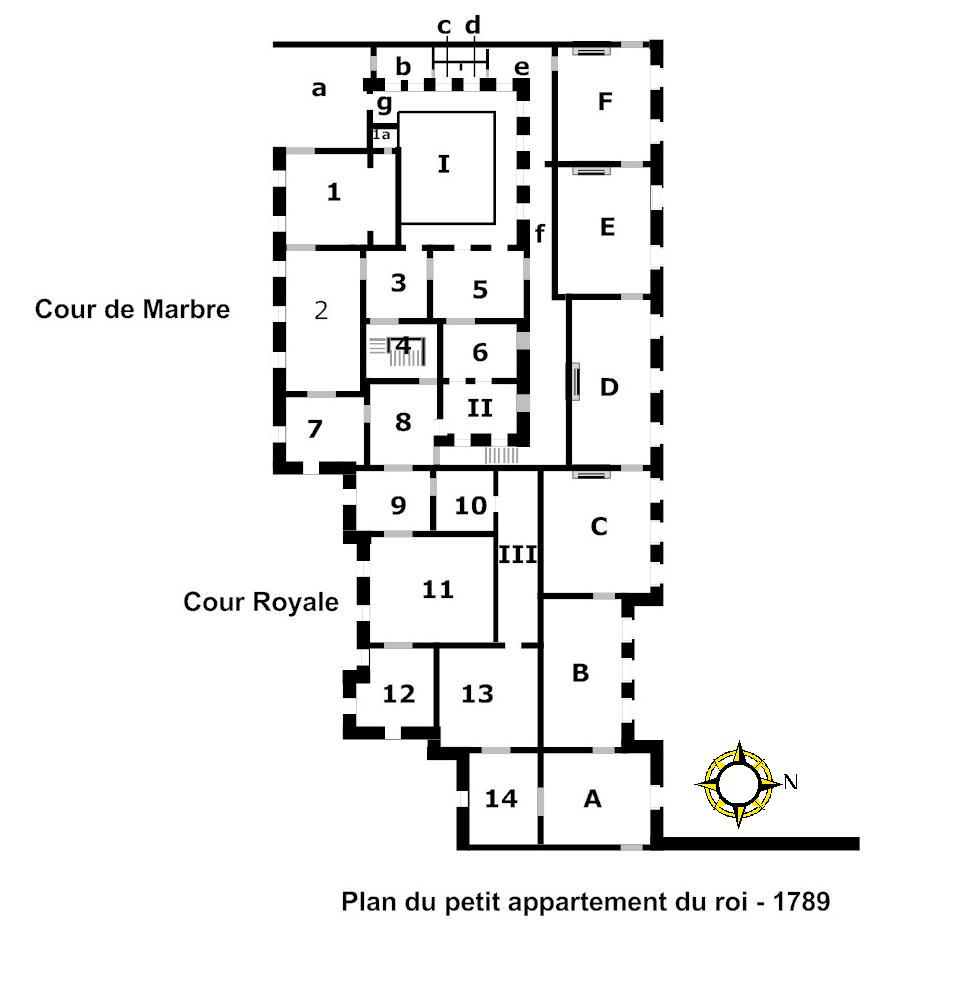
Plan du petit appartement du roi en 1789 ; le salon des Jeux est en 14.

Le salon des Jeux est situé dans le Petit appartement du Roi, au premier étage du bâtiment principal du château de Versailles.
Son emplacement est celui de l'ancien cabinet des Médailles, dit aussi « cabinet des Raretés » où Louis XIV conservait les pièces les plus précieuses de sa collection, celles représentées par Houasse au plafond du salon de l'Abondance.
Le lieu est ensuite converti en antichambre pour Madame Adélaïde en 1753 puis en salle à manger des seigneurs (1769). Il prend l'utilisation et l'aspect que nous lui connaissons aujourd'hui en 1774.
La pièce mesure 8 m 75 x 7 m 40, avec une hauteur sous plafond de 4 m 30. Elle communique à l'ouest avec la pièce des buffets et au nord avec le salon de l'Abondance. Elle surplombe la cour royale, au sud et à l'est.
Après le repas dans la salle à manger aux Salles Neuves (12), la famille royale prenait le café dans le salon des Jeux (14), où le roi pouvait jouer au trictrac pendant qu'un de ses frères jouait au billard dans la pièce des buffets (13).

## Décor
Ce salon a pu retrouver la plus grande partie de son mobilier d'origine, notamment les quatre encoignures de Riesener (livrées en 1775, vendues à la Révolution, retrouvées en 1953 et 1956) et 25 des 36 chaises de Jean-Baptiste Boulard (1785), restaurées, redorées, regarnies de brocart de soie or sur fond cramoisi retissé sur le modèle d'origine de Desfarges par Tassinari et Chatel à Lyon. Les gouaches de Van Blarenberghe sur les campagnes de Louis XV sont celles choisies par son petit-fils Louis XVI. Les bras de lumière de la cheminée en marbre brèche violet sont attribués à Rémond. La pendule lyre en porcelaine de Sèvres déposée par le Louvre était déjà là à l'époque. Elle est flanquée de deux vestales en biscuit de Sèvres, qui correspondent à des achats du roi fin décembre 1788.
L'ameublement a été complété par des dépôts du Mobilier national : au centre, a été installée une grande table à jeux surmontée d'une lampe bouillotte et on a placé quatre candélabres sur les encoignures du pourtour. Les tables à jeux en acajou fournies par J.H Riesener en 1775 : aucune de ses tables à ce jour n'a été retrouvée à leur emplacement d'origine ; il semble qu'une table de quadrille et, une autre de brelan aient été retrouvées. Elles font partie d'une collection privée.